# هيو مكغاهان
هيو مكغاهان (بالإنجليزية: Hugh McGahan)‏ هو لاعب دوري الرغبي نيوزيلندي، ولد في 15 نوفمبر 1961.